# Guter Junge
Guter Junge (tj. Dobrý chlapec) je německý hraný film z roku 2008, který režíroval Torsten C. Fischer. Film pojednává o muži, který zjistí, že jeho dospívající syn má sklony k homosexuální pedofilii.

## Děj
Dospívající Sven od rozvodu rodičů žil u matky, ale když jeho matka zemřela, přestěhuje se k otci Achimovi, který pracuje v Berlíně jako taxikář. Sven se svým otcem téměř nekomunikuje, ale ten doufá, že se to časem zlepší. Achimova přítelkyně Julia se podivuje, proč se Sven kamarádí s mladými chlapci. Achim jednou objeví videa, která Sven natáčí s mladšími chlapci. Julia mu navrhuje pro syna terapii, ale Achim doufá, že se Svenem dokáží problém překonat sami. Zničí synovu videokameru i natočené filmy a Svenovi zakáže přístup na internet a na dětská hřiště. Sven se snaží zákaz zpočátku respektovat, přesto po čase začne opět vyhledávat mladé chlapce a je chycen policií a zatčen. Achim ho jede do věznice navštívit.

## Obsazení
| Klaus J. Behrendt       | Achim Maas         |
| Sebastian Urzendowsky   | Sven Maas          |
| Gabriela Maria Schmeide | Julia              |
| Martin Brambach         | Ralf Bechler       |
| Bernd Michael Lade      | Ronald             |
| Matthias Brenner        | Dieter             |
| Komi Togbonou           | Gaston             |
| Astrid Meyerfeldt       | Doris              |
| Ursina Lardi            | Patrickova matka   |
| Cornelia Schmaus        | Svenova babička    |
| Liv Lisa Fries          | Jennifer           |
| Katarina Gaub           | Cordula            |
| Ulrike Bliefert         | paní Kleedörferová |
| Sandro Lohmann          | Patrick            |
| Samuel Schneider        | Lukas              |
| Richard Schwager        | Leon               |